# Willem van Oyen

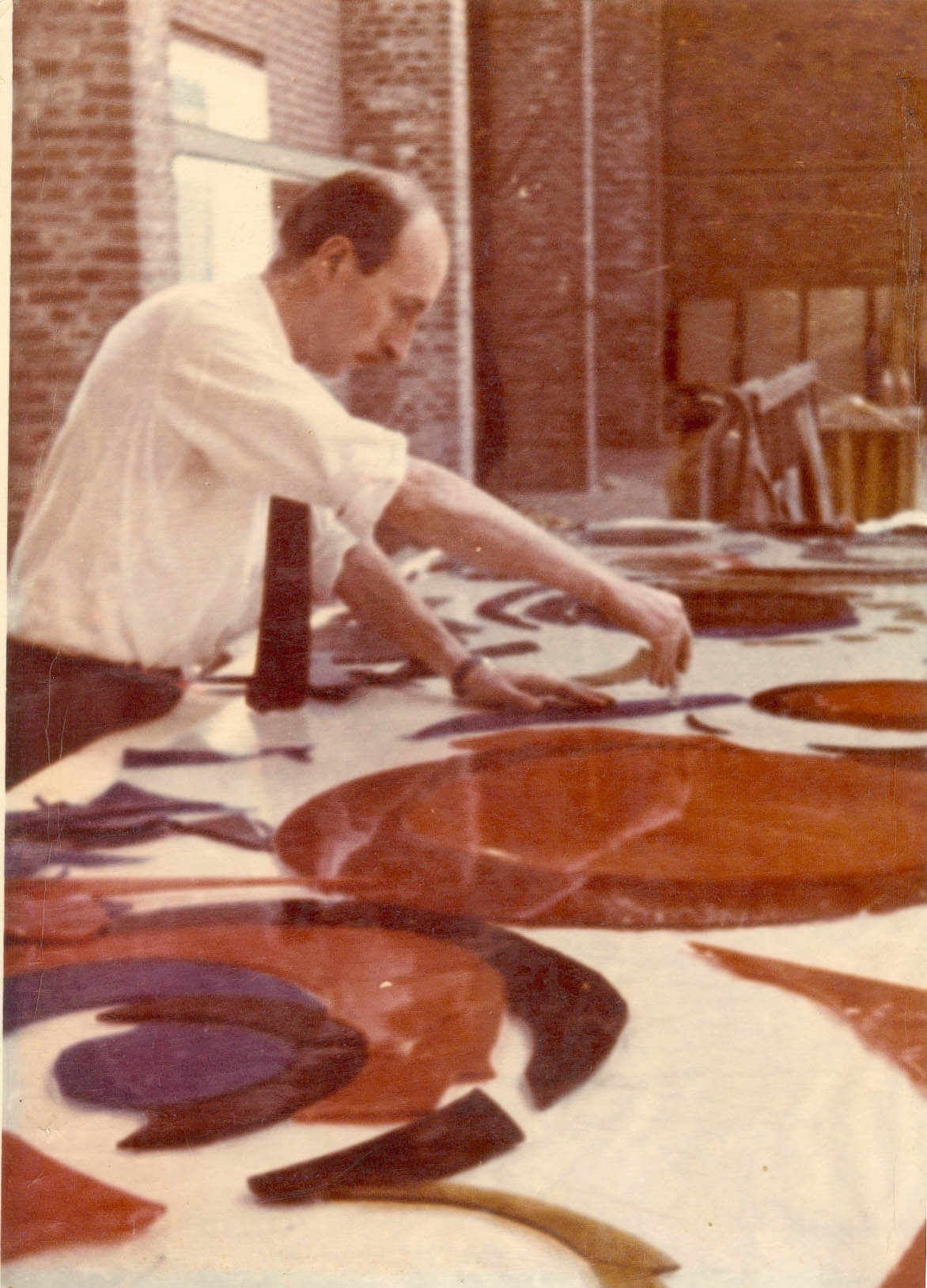
Willem van Oyen sr. aan het werk in 1957

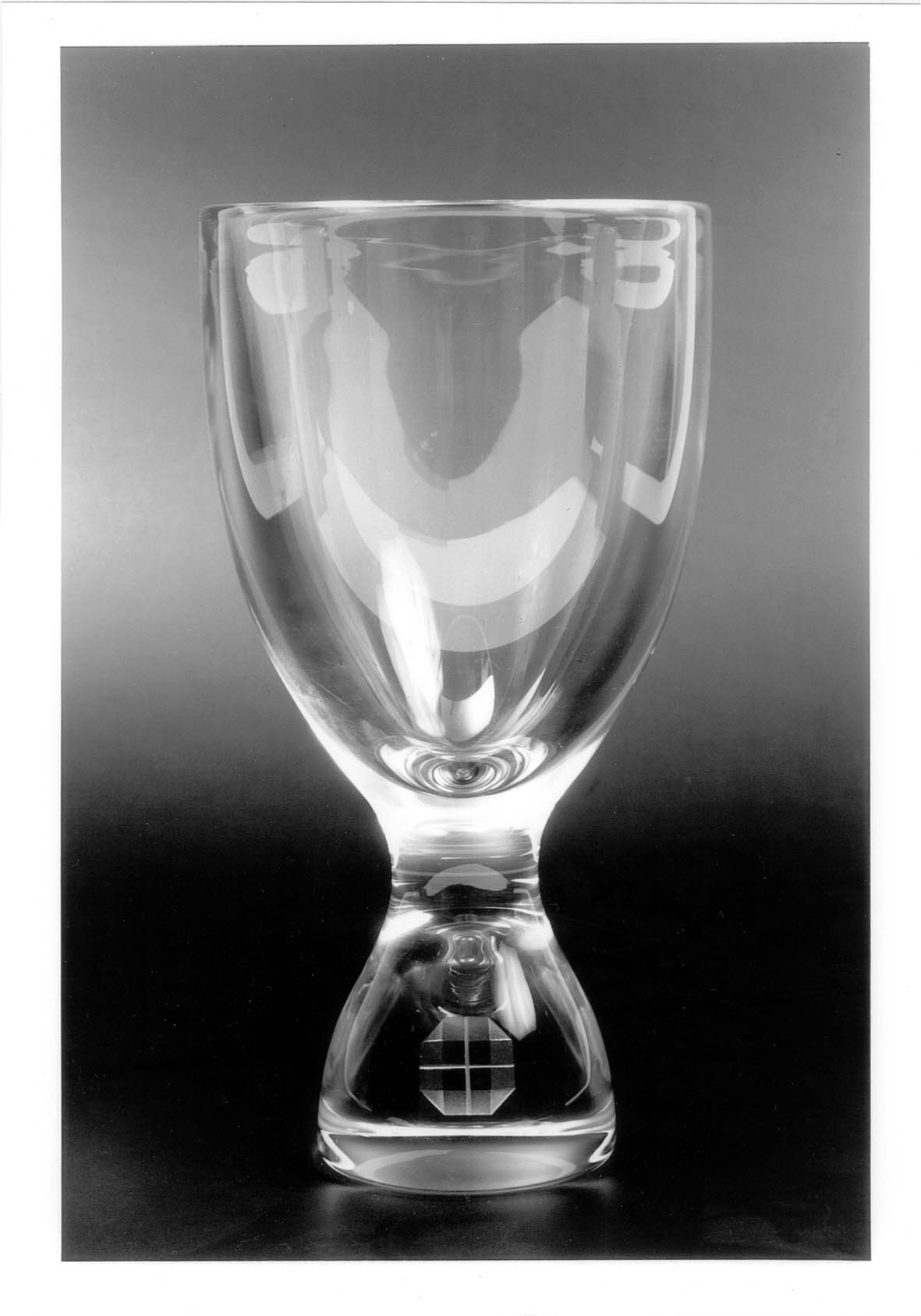
Miskelk Willibrorduskerk (1965), nu in bezit van Museum Amstelkring

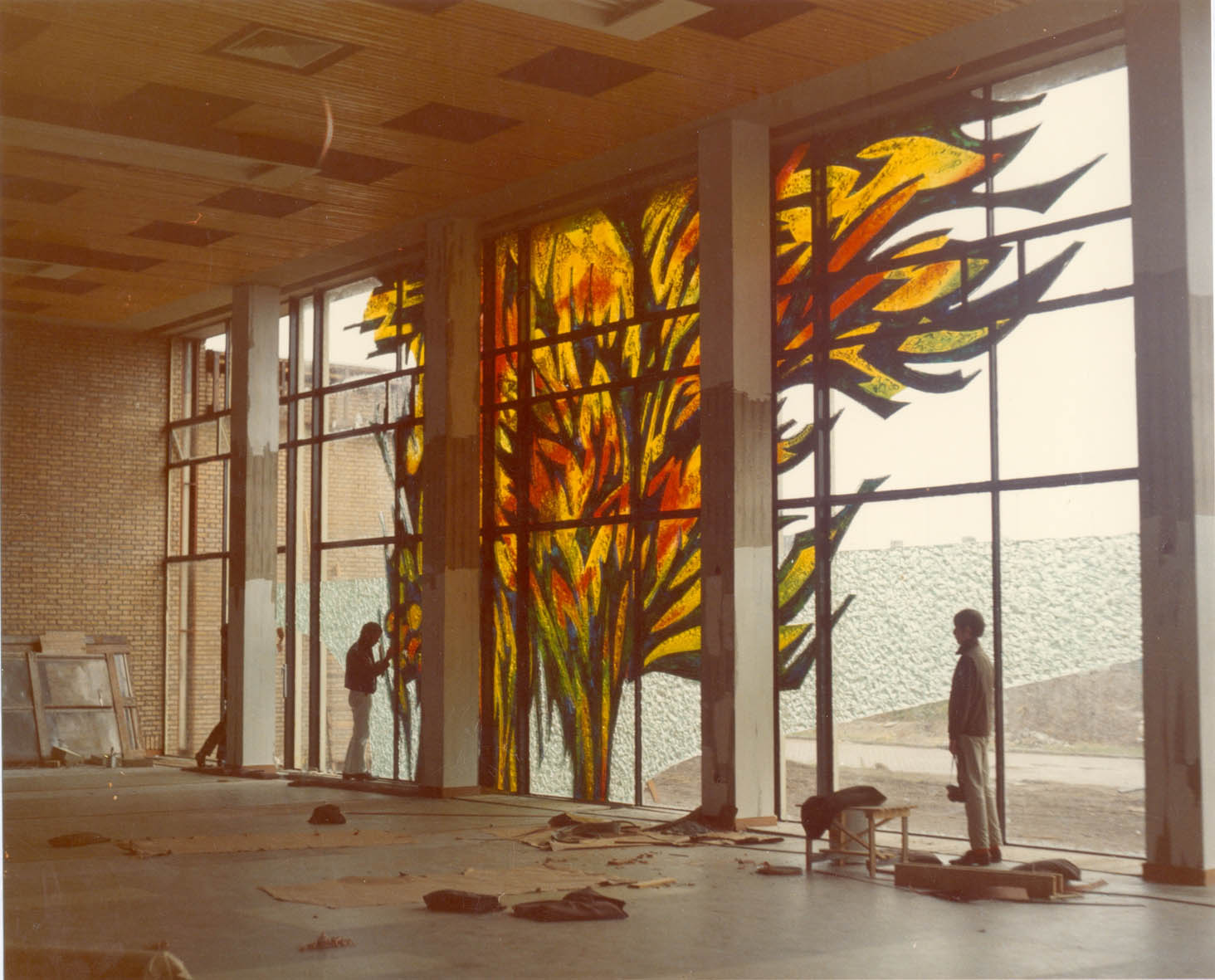
Technische Hogeschool Eindhoven

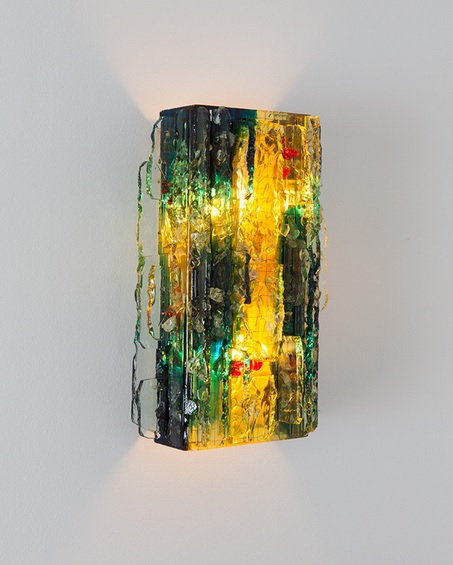
Chartres-lamp

Wilhelmus Johannes Gerardus "Willem" van Oyen sr.  (Amsterdam, 28 april 1921 – Amsterdam, 14 november 2004) was een glazenier en industrieel vormgever.

## Achtergrond
Willem van Oyen sr. stamt uit een Amsterdams kunstenaarsgeslacht met als bekendste namen de landschapsschilder en fotograaf Kaspar Karsen (overgrootvader) en de schilder Eduard Karsen (oudoom), een lid van de Tachtigers. Van Oyen leerde tekenen op de RK Avondnijverheidsschool Don Bosco en vervolgde zijn opleiding tijdens de oorlogsjaren, voor zover dat toen mogelijk was, aan de Rijksacademie voor Beeldende Kunsten te Amsterdam bij prof. Jurres. Hij werkte tegelijk als decorateur bij het warenhuis Galeries Modernes, maar zat ook een periode ondergedoken. Na de oorlog legde hij zich toe op de glaskunst.

## Bekendheid
In 1947 richtte Van Oyen met W. Bergmans het atelier BEVO op. Toen deze samenwerking na enkele jaren werd beëindigd zette Van Oyen het atelier zelfstandig voort, waarna het in enkele decennia uitgroeide tot een bedrijf met internationale bekendheid.

## Ontwikkeling
In de jaren vijftig was Van Oyen een pionier van de appliqué-techniek en experimenteerde hij met het toepassen van allerlei nieuwe technische mogelijkheden zoals glas in beton, zandstralen, opaalslijpen en versmelten (fusing). Met deze nieuwe technieken vervaardigde hij monumentale glaswanden voor fabriekshallen, gemeentehuizen, scholen en kerken. Daarnaast ontwierp en vervaardigde hij zeer uiteenlopende objecten, zoals verlichting voor de lampenfabrieken Raak en Herda, een glazen gordijn voor het paleis van de kroonprins van Saoedi-Arabië en de kristallen miskelk van de Sint-Willibrorduskerk in Amsterdam.

## Monumentaal werk
Van Oyen werkte naar eigen ontwerp of in opdracht van andere kunstenaars zoals Karel Appel, Nicolaas Wijnberg, Harry op de Laak, Lex Horn en Pieter Wiegersma. Een door Van Oyen vervaardigde serie ramen in de Paaskerk te Zaandam naar ontwerpen van Karel Appel, staat in de Top 100 van Nederlandse monumenten over 1940-1958. Glaswanden en andere objecten naar eigen ontwerp zijn o.a. te vinden in kerkgebouwen in Ermelo, Utrecht en Marken; de gemeentehuizen van Nunspeet, Staphorst, Zederik (Meerkerk), Bunschoten, Peel en Maas (Helden), Dalfsen, Bergschenhoek, Stede Broec en Maartensdijk; onderwijsinstellingen in Amsterdam, Hilversum en Eindhoven; in bedrijfspanden, zoals het kantoor van Shell in Saoedi-Arabië, en bij particulieren in binnen- en buitenland. Veel ouder werk is al verloren gegaan bij de sloop van gebouwen.

## Industriële vormgeving
Van de industriële ontwerpen van Van Oyen is de 'Chartres'-lamp van Raak Verlichting uit de jaren zestig het bekendste. Van dit ontwerp, waarvan BEVO de glazen kappen zelf maakte, zijn meer dan tienduizend exemplaren handmatig geproduceerd. De populariteit van de Chartres leidde ertoe dat het ontwerp in de jaren zeventig en tachtig op grote schaal is nagemaakt.

## Laatste levensfase
Hoewel Van Oyen altijd kritisch is geweest op de opstelling van Arti et Amicitiae tijdens de Tweede Wereldoorlog werd hij op latere leeftijd nog geïntroduceerd als lid van deze kunstenaarsvereniging. Vanaf 1993 werd BEVO voortgezet door zoon Willem jr., al bleef Van Oyen sr. tot aan zijn dood op 83-jarige leeftijd aan het werk. De laatste jaren van zijn leven was hij met enige weemoed getuige van de teloorgang van het deel van Amsterdam waar zijn atelier al vijftig jaar was gevestigd. Zijn graf op De Nieuwe Ooster is gemarkeerd met een grafmonument van glas-appliqué.